# Chiesa di Santa Maria dell'Annunciazione
La chiesa di Santa Maria dell'Annunciazione è un edificio religioso barocco che si trova a Muzzano.

## Storia
Costruita nella seconda metà del XVII secolo, e integrata con un campanile e due cappelle nel 1682, la chiesa diventò sede di una parrocchia autonoma, separata da quella di Agno, nel 1735. Da quell'anno iniziarono alcune modifiche all'edificio, che nel XX secolo fu restaurato due volte: un primo intervento nel 1970-1972 e un secondo fra il 1989 e il 1992.